# Begegnung in Tunis
Begegnung in Tunis (Originaltitel: The Light Touch) ist ein US-amerikanischer Kriminalfilm aus dem Jahr 1951 von Richard Brooks mit Stewart Granger und Pier Angeli in den Hauptrollen. Der Film wurde von Metro-Goldwyn-Mayer produziert und basiert auf einer Originalgeschichte von Jed Harris und Tom Reed.

## Handlung
Der Kunstdieb Sam Conride stiehlt aus einem italienischen Museum ein Renaissance-Gemälde, eine Leihgabe einer sizilianischen Kirche in Taormina. Das kleine auf Holz gemalte Bild versteckt er im Boden einer Schreibmaschine und mietet ein Segelboot, um nach Tunis überzusetzen. Kurz vor dem Ziel setzt er das Boot in Brand und watet mit der Schreibmaschine an Land. Auf einer Cocktailparty in Tunis nimmt Sam Kontakt zu dem Kunsthehler Felix Guignol auf, der das Bild im Auftrag eines Mr. Aramescu stehlen ließ. Sam schlägt vor, von einem Fälscher mehrere Kopien des Bildes, dem magische Kräfte nachgesagt werden, anfertigen zu lassen und diese dann für je 100.000 Dollar zu verkaufen. Felix denkt an die junge talentierte Malerin Anna Vasarri, die sich auf den Renaissance-Stil spezialisiert hat.
Sam wird mit Anna bekannt gemacht, die jedoch Fälschungen ablehnt. Sam glaubt, sie wolle mehr Geld. Mr. Aramescu sucht Sam auf und bittet, ihm das Bild zu verkaufen. Sam erklärt, er habe das Bild nicht. Der lauschende Felix, der den Verdacht hegt, dass Sam das Bild nicht hat und ihn hintergehen will, fühlt sich bestätigt. Sam geht mit Anna essen und erklärt ihr, sie solle eine Kopie des Bildes anfertigen. Ein wohlhabender Einwohner Taorminas würde dies finanzieren, damit die Leute ihr geliebtes Bild wiedersehen können. Bewegt von der uneigennützigen Geste des Finanziers willigt Anna, die sich in Sam verliebt hat, ein. Nachdem Sam Felix über den Fortgang der Fälschung informiert hat, erhält er Besuch des Kunstmäzens Hawkley, dem er das Bild verkaufen will. Nach der Untersuchung des Bildes durch seinen Partner MacWade willigt Hawkley in den Kauf ein. Während Hawkley abreist, um die ausgemachte Summe aufzubringen, soll MacWade in Tunis bleiben und vor dem Geschäftsabschluss das Bild einem letzten Test unterziehen.
Von seinen Handlangern Charles und Anton erfährt Felix, dass Sam von einem Mann mit einem großen Koffer besucht wurde. Sam erklärt, dass MacWade ein Juwelier sei, bei dem er etwas für Anna kaufen möchte. Felix, Charles und Anton fahren zu Anna, um zu sehen, wie weit sie ist. Dabei verplappert sich Charles, dass die Kopie verkauft werden soll. Verärgert stellt Anna Sam zur Rede, der alles zugibt und ihr erklärt, dass er sie liebe und heiraten wolle. Sam hatte eigentlich nicht vor zu heiraten, will aber so sein Geschäft retten. Sam bittet Felix, die Hochzeitsreise zu finanzieren. Die Reise soll nach Taormina führen, wo die Kopien verkauft werden sollen. Danach soll Sam Felix in Rom treffen. Nach der Hochzeit ruft Sam MacWade an, um das Geschäft mit Hartley zum Abschluss bringen, der jedoch zurücktritt, weil der Diebstahl des Bildes immer noch von der Polizei untersucht wird. Nachdem MacWade aufgelegt hat, erscheint Charles, der ihn bedroht. Gerade als Sam mit Anna das Segelboot, mit dem sie nach Sizilien wollen, betreten, kommt Charles mit McWade am Hafen an und erzählt Felix alles. An Bord des Bootes fällt die Schreibmaschine vom Tisch und das gestohlene Bild kommt zum Vorschein. Anna hebt es auf, erkennt das Original und stellt Sam an Deck zur Rede. Sam gesteht ihr alles. Weil er sie mittlerweile wirklich liebt, will er sie wegschicken, um ihr nicht weiter wehzutun, doch Anna bleibt bei ihm.
In Taormina will Sam Aramescu in dessen Hotel treffen, doch der ist nicht im Hause. Als Sam weg ist, ruft der Hotelangestellte Felix an, der ebenfalls angereist ist. Anna besucht die Kirche und sieht traurig den leeren Platz für das Bild. Draußen wird sie von Leutnant Massiro von der lokalen Polizei angesprochen. Massiro droht mit Sams Verhaftung, sollte das Bild nicht zurückgebracht werden. Anna bittet ihn, bis Sonntag 20 Uhr nichts zu unternehmen. Am nächsten Tag nimmt Anna in Sams Abwesenheit das Bild aus der Schreibmaschine und versteckt es. Mit ihrer Kopie geht sie zu den römischen Ruinen und unterzieht sie mehreren von Sam beschriebenen Prozessen, um sie alt aussehen zu lassen. Nun steckt sie die Kopie in die Schreibmaschine. Als Sam zurückkehrt, bittet er Anna, ihn für eine Stunde alleine zu lassen. Er ruft Aramescu an, der mit dem Geld zu ihm kommen soll. Anna wird derweil von Charles beschattet. Entgegen den Anweisungen von Felix ergreift er sie und versucht mit Drohungen und Schlägen herauszufinden, wo das Bild ist. Felix und Anton suchen Sams Hotelzimmer auf, um nach dem Bild zu suchen. Sam hat sich mit Aramescu versteckt und gibt ihm, als Felix und Anton weg sind, das Bild aus der Schreibmaschine, das Aramescu aber sofort als Fälschung erkennt. Als Anna am Abend ins Zimmer tritt, konfrontiert Sam sie mit Massiros Anruf, der ihm von der Vereinbarung mit Anna erzählt hat. Im dunklen Zimmer kann Sam Anna nicht richtig sehen und bemerkt erst, als er das Licht anschaltet, die Spuren der Schläge. Anna erklärt, dass sie nichts gesagt habe und dass das Bild der Kirche gehöre. Sie zeigt ihm das Versteck und läuft weg.
Am nächsten Morgen, es ist Sonntag, wird Sam von Massiro geweckt, der ihn erinnert, dass er nur bis 20 Uhr Zeit habe. Am Abend kommen Felix, Anton und Charles zu Sam ins Hotel. Felix tun Annas Verletzungen leid und er hindert Sam nicht daran, Charles niederzuschlagen. Sam zeigt Felix Aramescus Telegramm mit dem Preisgebot von 100.000 Dollar. Nachdem man sich einig ist, das Geld zu teilen, verlassen Felix, Anton und Charles das Zimmer mit der Kopie, von der sie annehmen, dass es das Original sei. Sam alarmiert den in der Lobby wartenden Massiro, der die drei festnimmt. Sam geht mit dem Original zur Kirche. Er legt die Beichte ab, lässt das Bild im Beichtstuhl liegen und verschwindet. Der Priester findet das Bild, erkennt es als Original und stellt es an seinen angestammten Platz. Draußen trifft Sam auf Massiro, der ihn auffordert, nicht wieder zurückzukommen. Er lässt auch Felix, Anton und Charles frei. Als Sam und Anna weggehen, hindert Felix Charles daran, Sam zu erschießen.

## Produktion

### Hintergrund
Gedreht wurde der Film von Mitte April bis Anfang Juni 1951 in Tunis, auf Sizilien (Taormina) sowie in den MGM-Studios in Culver City und den Cinecittà-Studios in Rom.
In einem Interview gab Kameramann Robert Surtees an, er habe in Italien viele Crewmitglieder engagieren können, die mit ihm schon ein Jahr zuvor bei Quo vadis? gearbeitet hatten.

### Stab
Cedric Gibbons und Gabriel Scognamillo oblag die künstlerische Leitung. F. Keogh Gleason und Edwin B. Willis waren für das Szenenbild zuständig, Helen Rose für die Kostüme, William Tuttle und John Truwe für das Maskenbild. Verantwortlicher Toningenieur war Douglas Shearer. A. Arnold Gillespie und Warren Newcombe schufen die Spezialeffekte. Eugene Zádor leitete das Orchester.

### Besetzung
In kleinen nicht im Abspann erwähnten Nebenrollen traten Hans Conried, Louis Mercier, Vito Scotti und Mario Siletti auf.
Komponist Miklós Rózsa hatte einen Gastauftritt als Partygast.

## Synchronisation
| Rolle          | Schauspieler    | Deutscher Synchronsprecher |
| -------------- | --------------- | -------------------------- |
| Sam Conride    | Stewart Granger | Axel Monjé                 |
| Anna Vasarri   | Pier Angeli     | Bettina Schön              |
| Felix Guignol  | George Sanders  | Wolfgang Lukschy           |
| Mr. Aramescu   | Kurt Kasznar    | Stanislav Ledinek          |
| Lt. Massiro    | Joseph Calleia  | Alfred Balthoff            |
| Mr. Hawkley    | Larry Keating   | Hans Hessling              |
| Anton          | Norman Lloyd    | Peter Petersz              |
| Charles        | Mike Mazurki    | Franz Nicklisch            |
| Hamadi Mahmoud | Ben Astar       | Hans Emons                 |
| Pater          | Renzo Cesana    | Siegfried Schürenberg      |

Anmerkung: Die kursiv geschriebenen Namen sind Rollen und Darsteller, die nicht im Abspann erwähnt wurden.

## Veröffentlichung
Die Premiere des Films fand am 6. Dezember 1951 statt. In der Bundesrepublik Deutschland kam er am 9. September 1952 in die Kinos, in Österreich im November 1952.

## Kritiken
Der Filmkritiken-Aggregator Rotten Tomatoes hat in einer Auswertung ein Publikumsergebnis von 33 Prozent positiver Bewertungen ermittelt.
Das Lexikon des internationalen Films schrieb: „Mehr romantischer als spannender Kriminalfilm vor abwechslungsreicher internationaler Kulisse.“
Die Filmzeitschrift Cinema befand: „Banales Frühwerk von Richard Brooks. Fazit: Eher Gesellenstück als Meisterwerk.“
A. H. Weiler von der The New York Times urteilte kurz und knapp, der Film sei keine Kunst aber unterhaltend.